# Escola Tècnica Superior d'Enginyeria del Disseny
L'Escola Tècnica Superior d'Enginyeria Aeroespacial i Disseny Industrial (ETSEADI) (ETSIADI, en castellà) amb més d'un segle i mig d'existència, des dels seus orígens com l'«Escola Industrial» de València creada el 1852, ofereix una formàció tècnica d'enginyers. És adscrita a la Universitat Politècnica de València.
Ofereix graus en electricitat, electrònica industrial, mecànica, disseny industrial, i aeroespacial.

## Història
El predecessor va ser el Conservatori de les Arts, creat el 1832, una dependència del conservatori de Madrid. S'hi ensenyava aritmètica, geometria, mecànica, delineació i química aplicada a les arts i oficis. L'Escola Industrial de València es va constituir el 1852 a partir de les càtedres dependents del Conservatori d'Arts. Inicialment va ser un centre d'ensenyament elemental, on també s'impartia la carrera de comerç. Per decret del govern central, el 1855 va passar a ser de nivell mitjà i el 1860 esdevindrà Escola Superior d'Enginyeria Industrial. Aquest canvi no va agradar als edils locals que preferien una escola elemental o mitjana, per formar obrers i artesans. L'escàs nombre d'alumnes, junts amb la posició manifestament contrària de l'Ajuntament valencià van provocar el seu tancament el 1865. En aquesta època d'una Espanya poc industrialitzada, la demanda d'enginyers era escassa.
La Junta Superior Revolucionària va obrir una nova escola industrial destinada als artesans, inspirada per Joan Mercader i Gauthier, profesor de mecànica i física de l'escola difunta, pocs dies després de la revolució de 1868. L'ensenyament era gratuït i es donava el vespre per facilitar als obrers i artesans la seva participació després de la feina.
Al llarg del segle xx van seguir diversos canvis de nom com a conseqüència de canvis de règim i de filosofia educativa. Finalment, el 1970 es va incorporar en la Universitat Politècnica de València.

## Lloc d'interès
- Museu del Joguet[9]

## Altres dades
Lloc de rodatge de la sèrie de televisió 'Respira', en la qual ixen Manu Rios, Najwa Nimri i Blanca Suárez, entre d'altres.